# 尾上 (酒々井町)
尾上（おがみ）は、千葉県印旛郡酒々井町の大字。郵便番号285-0911。

## 地理
北は上岩橋、北東は富里市七栄、東は富里市新橋、南は飯積、南西は墨、西はふじき野、北西は東酒々井、に隣接している。

## 歴史
江戸期は尾上村であり、下総国印旛郡のうち。佐倉藩領。村高は、「元禄郷帳」294石余、「天保郷帳」「旧高旧領」ともに323石余。慶長9年印東庄小神村御縄打水帳によれば、反別田26町1反余・畑6町6反余・屋敷4反余、屋敷は19筆で名請人は42人（区有文書/酒々井町史史料集1）。成田街道酒々井宿の助郷村。佐倉牧捕馬の際には野付村として扶役を負担している。神社は住吉神社、寺院は真言宗正福寺。明治6年千葉県に所属。明治22年酒々井町の大字となる。

### 年表
- 1873年（明治6年） - 千葉県に所属。
- 1889年（明治22年）4月1日 - 酒々井町尾上になる。
  - 町村制施行し、酒々井町、下台村、馬橋村、墨村、飯積村、尾上村、中川村、上岩橋村、伊篠村、伊篠新田、篠山新田、今倉新田、下岩橋村、柏木村、本佐倉村、本佐倉町が合併し印旛郡酒々井町が発足。

## 世帯数と人口
2017年（平成29年）11月1日現在の世帯数と人口は以下の通りである。
| 大字 | 世帯数  | 人口  |
| ---- | ------- | ----- |
| 尾上 | 103世帯 | 259人 |

## 小・中学校の学区
町立小・中学校に通う場合、学区は以下の通りとなる。
| 番地 | 小学校                 | 中学校                 |
| ---- | ---------------------- | ---------------------- |
| 全域 | 酒々井町立大室台小学校 | 酒々井町立酒々井中学校 |

## 施設
- 酒々井町立大室台小学校
- 酒々井町立酒々井中学校
- 尾上浄水場
- 酒々井総合公園
- 住吉神社
- 正福院

## 交通

### 道路
- 東関東自動車道
  - 酒々井インターチェンジ
- 国道
  - 国道296号
- 主要地方道
  - 千葉県道77号富里酒々井線